# لو هافر
لو هافر (بالفرنسية: Le Havre، وتعني الميناء)‏ مدينة تقع في النورماندي، شمال غرب فرنسا، وتطل على القناة الإنكليزية، وبالقرب من السين. حسب إحصاء السكان لعام 1999، بلغ عدد سكان المدينة 190905 نسمة. كانت المدينة الأكبر في النورماندي قبل روان. وهي الآن ثاني أكبر ميناء مصدر في الجمهورية الفرنسية.
تأسست المدينة عام 1517، وكان اسمها «لو هافر دو غراس». صنفت المدينة من بين مواقع التراث العالمي منذ يوليو 2005. في المدينة جامعة واحدة، وبها ناد رياضي (نادي لو هافر) وهو أقدم أندية كرة القدم الفرنسية.

## المناخ
يظهر الجدول التالي التغييرات المناخية على مدار السنة للو هافر:
| البيانات المناخية لـلو هافر                                        | البيانات المناخية لـلو هافر | البيانات المناخية لـلو هافر | البيانات المناخية لـلو هافر | البيانات المناخية لـلو هافر | البيانات المناخية لـلو هافر | البيانات المناخية لـلو هافر | البيانات المناخية لـلو هافر | البيانات المناخية لـلو هافر | البيانات المناخية لـلو هافر | البيانات المناخية لـلو هافر | البيانات المناخية لـلو هافر | البيانات المناخية لـلو هافر | البيانات المناخية لـلو هافر |
| الشهر                                                              | يناير                       | فبراير                      | مارس                        | أبريل                       | مايو                        | يونيو                       | يوليو                       | أغسطس                       | سبتمبر                      | أكتوبر                      | نوفمبر                      | ديسمبر                      | المعدل السنوي               |
| ------------------------------------------------------------------ | --------------------------- | --------------------------- | --------------------------- | --------------------------- | --------------------------- | --------------------------- | --------------------------- | --------------------------- | --------------------------- | --------------------------- | --------------------------- | --------------------------- | --------------------------- |
| الدرجة القصوى °م (°ف)                                              | 14.9 (58.8)                 | 20.0 (68.0)                 | 21.6 (70.9)                 | 25.4 (77.7)                 | 30.0 (86.0)                 | 33.1 (91.6)                 | 38.1 (100.6)                | 36.3 (97.3)                 | 33.6 (92.5)                 | 28.5 (83.3)                 | 20.0 (68.0)                 | 16.4 (61.5)                 | 38.1 (100.6)                |
| متوسط درجة الحرارة الكبرى °م (°ف)                                  | 7.2 (45.0)                  | 7.7 (45.9)                  | 10.1 (50.2)                 | 12.5 (54.5)                 | 16.0 (60.8)                 | 18.5 (65.3)                 | 20.7 (69.3)                 | 21.0 (69.8)                 | 18.9 (66.0)                 | 15.4 (59.7)                 | 11.0 (51.8)                 | 7.9 (46.2)                  | 13.9 (57.0)                 |
| متوسط درجة الحرارة الصغرى °م (°ف)                                  | 3.4 (38.1)                  | 3.3 (37.9)                  | 5.3 (41.5)                  | 6.9 (44.4)                  | 10.0 (50.0)                 | 12.7 (54.9)                 | 14.9 (58.8)                 | 15.3 (59.5)                 | 13.4 (56.1)                 | 10.5 (50.9)                 | 6.9 (44.4)                  | 4.0 (39.2)                  | 8.9 (48.0)                  |
| أدنى درجة حرارة °م (°ف)                                            | −13.8 (7.2)                 | −12.5 (9.5)                 | −7.8 (18.0)                 | −1.0 (30.2)                 | 1.2 (34.2)                  | 4.4 (39.9)                  | 8.0 (46.4)                  | 8.4 (47.1)                  | 3.3 (37.9)                  | −0.2 (31.6)                 | −8.5 (16.7)                 | −8.6 (16.5)                 | −13.8 (7.2)                 |
| الهطول مم (إنش)                                                    | 70.0 (2.76)                 | 51.8 (2.04)                 | 57.2 (2.25)                 | 54.4 (2.14)                 | 59.4 (2.34)                 | 61.0 (2.40)                 | 52.3 (2.06)                 | 56.9 (2.24)                 | 67.2 (2.65)                 | 86.4 (3.40)                 | 85.5 (3.37)                 | 88.2 (3.47)                 | 790.3 (31.11)               |
| متوسط أيام هطول الأمطار                                            | 12.4                        | 10.2                        | 10.8                        | 10.1                        | 9.8                         | 8.5                         | 8.2                         | 8.5                         | 9.4                         | 12.3                        | 13.5                        | 13.9                        | 127.6                       |
| متوسط الأيام المثلجة                                               | 2.3                         | 3.0                         | 2.1                         | 1.0                         | 0.1                         | 0.0                         | 0.0                         | 0.0                         | 0.0                         | 0.0                         | 1.0                         | 1.5                         | 11.0                        |
| متوسط الرطوبة النسبية (%)                                          | 87                          | 85                          | 84                          | 81                          | 81                          | 83                          | 83                          | 82                          | 82                          | 85                          | 86                          | 87                          | 83.8                        |
| ساعات سطوع الشمس الشهرية                                           | 62.9                        | 87.7                        | 136.2                       | 179.5                       | 214.6                       | 224.4                       | 237.8                       | 218.5                       | 168.3                       | 124.5                       | 74.7                        | 56.7                        | 1٬785٫8                     |
| المصدر #1: Météo France                                            |                             |                             |                             |                             |                             |                             |                             |                             |                             |                             |                             |                             |                             |
| المصدر #2: Infoclimat.fr (humidity, snowy days and sun, 1961–1990) |                             |                             |                             |                             |                             |                             |                             |                             |                             |                             |                             |                             |                             |

## توأمة
للو هافر اتفاقيات توأمة مع كل من:
- ماغديبورغ
- داليان
- ميناء أمستردام
- سانت بطرسبرغ
- ساوثهامبتون
- تامبا
- أيدين
- Überherrn [الإنجليزية]‏
- كامبيتشي
- بوانت-نوار
- ترييستي

## أعلام
- رينيه كوتي
- ريمون كينو
- جون دبفات
- راؤول دوفي
- آرثر هونيغر

## وصلات خارجية
- الموقع الرسمي